# Rue Rubens (Bruxelles)
Pour les articles homonymes, voir Rue Rubens.
La rue Rubens (en néerlandais : Rubensstraat) est une rue bruxelloise de la commune de Schaerbeek qui va de la rue Gallait à la place Pogge en passant par la rue Vondel, la rue Renkin, la rue Emmanuel Hiel et la rue Royale Sainte-Marie.

## Histoire et description
La rue porte le nom du peintre belge Pierre Paul Rubens, né en Allemagne à Siegen le 28 juin 1577 et décédé à Anvers le 30 mai 1640.
La numérotation des habitations va de 1 à 95 pour le côté impair et de 2 à 118 pour le côté pair.

## Adresses notables
- no 47 : Platane commun répertorié comme arbre remarquable et classé en date du 22 décembre 2005.
- no 92 : Maison passive[1]